# Championnat de France de rugby à XIII 2011-2012
Navigation
Édition précédente Édition suivante
Le Championnat de France de rugby à XIII 2011-12 est la 74e édition de la plus importante compétition de rugby à XIII en France. Le calendrier de la compétition s'étend du 24 septembre 2011 au 12 mai 2012.
Organisé sous l'égide de la Fédération française de rugby à XIII, le championnat est composé de dix équipes avec le retour du Toulouse olympique XIII qui évoluait en Championship (antichambre de la Super League) la saison précédente et l'intégration du R.C. Lescure-Arthès, remplaçant numériquement le R.C. Carpentras et le R.C. Saint-Gaudens . Les équipes se rencontrent lors d'une phase de saison régulière où s'affrontent sur deux rencontres chacune des équipes. Cette phase détermine l'ordre des qualifiés pour la phase finale à élimination directe pour se ponctuer par une finale en match unique le 12 mai 2012. Pour les équipes participantes, le championnat est entrecoupé par la Coupe de France.
Enfin, un club français est représenté par sa réserve dans ce championnat, le Saint-Estève XIII Catalan pour les Dragons Catalans qui évoluent en Super League.
Malgré une domination de la saison régulière et après avoir battu le quadruple tenant du titre lézignanais en demi-finale, le S.M. Pia est battu 26-20 en finale par l'A.S. Carcassonne, devant près de 9 000 spectateurs qui remporte là le onzième titre de son histoire, vingt ans après son dernier en 1992.

## Liste des équipes en compétition
| \| SO Avignon AS Carcassonne FC Lézignan XIII Limouxin Saint-Estève XIII catalan Montpellier XIII Toulouse olympique XIII Villeneuve RL SM Pia R.C. Lescure-Arthès \| Clubs évoluant dans le Championnat de France en 2011-2012. |
| SO Avignon AS Carcassonne FC Lézignan XIII Limouxin Saint-Estève XIII catalan Montpellier XIII Toulouse olympique XIII Villeneuve RL SM Pia R.C. Lescure-Arthès                                                                  |

## Classement de la phase régulière
| Rang | Club                      | J  | V  | N | D  | Pm  | Pe  | Diff | Pts |
| ---- | ------------------------- | -- | -- | - | -- | --- | --- | ---- | --- |
| 1    | S.M. Pia                  | 18 | 14 | 0 | 4  | 602 | 317 | +285 | 46  |
| 2    | A.S. Carcassonne          | 18 | 13 | 0 | 5  | 528 | 345 | +183 | 44  |
| 3    | S.O. Avignon              | 18 | 13 | 0 | 5  | 562 | 400 | +162 | 44  |
| 4    | F.C. Lézignan (T)         | 18 | 12 | 0 | 6  | 521 | 318 | +203 | 42  |
| 5    | Toulouse olympique XIII   | 18 | 12 | 0 | 6  | 442 | 352 | +90  | 42  |
| 6    | Saint-Estève XIII catalan | 18 | 11 | 0 | 7  | 583 | 409 | +174 | 40  |
| 7    | Villeneuve XIII R.L.      | 18 | 6  | 0 | 12 | 369 | 443 | -74  | 30  |
| 8    | XIII Limouxin             | 18 | 5  | 0 | 13 | 430 | 480 | -50  | 28  |
| 9    | Montpellier XIII          | 18 | 2  | 0 | 16 | 265 | 712 | -447 | 22  |
| 10   | R.C. Lescure-Arthès (P)   | 18 | 2  | 0 | 16 | 250 | 758 | -508 | 22  |

|  | Qualifiés pour les demi-finales (no 1 et no 2). |
|  | Qualifiés pour les barrages |
|  | Les trois premiers du classement final, ainsi que Toulouse olympique, qualifiés pour le Tournoi franco-britannique 2012. Le premier, Pia, jouera le match pour le titre européen. |
|  | T : tenant du titre 2011, P : promu 2011. |

## Phase finale
Les deux premiers de la phase régulière sont directement qualifiés pour les demi-finales. En matchs de barrage pour attribuer les deux autres places, le troisième reçoit le sixième et le quatrième reçoit le cinquième. Les vainqueurs affrontent respectivement le deuxième et le premier.
|  | Barrages                      | Barrages             |                   |            | Demi-finales | Demi-finales |  |  | Finale      | Finale      |
|  | Barrages                      | Barrages             |                   |            | Demi-finales | Demi-finales |  |  | Finale      | Finale      |
|  |                               |                      |                   |            |              |              |  |  |             |             |
|  | 28 avril 2012                 | 28 avril 2012        |                   |            | 5 mai 2012   | 5 mai 2012   |  |  | 12 mai 2012 | 12 mai 2012 |
|  | 28 avril 2012                 | 28 avril 2012        |                   |            | 5 mai 2012   | 5 mai 2012   |  |  | 12 mai 2012 | 12 mai 2012 |
|  | 28 avril 2012                 | 28 avril 2012        | [1] S.M. Pia      | 28         |              |              |  |  | 12 mai 2012 | 12 mai 2012 |
|  | [4] F.C. Lézignan             | 28                   | [1] S.M. Pia      | 28         |              |              |  |  | 12 mai 2012 | 12 mai 2012 |
|  | [4] F.C. Lézignan             | 28                   | [4] F.C. Lézignan | 20         |              |              |  |  | 12 mai 2012 | 12 mai 2012 |
|  | [5] Toulouse olympique XIII   | 4                    | [4] F.C. Lézignan | 20         |              |              |  |  | 12 mai 2012 | 12 mai 2012 |
|  | [5] Toulouse olympique XIII   | 4                    | 5 mai 2012        | 5 mai 2012 | S.M. Pia     | 20           |  |  |             |             |
|  | 28 avril 2012                 |                      | 5 mai 2012        | 5 mai 2012 | S.M. Pia     | 20           |  |  |             |             |
|  |                               | A.S. Carcassonne     | 5 mai 2012        | 5 mai 2012 | 26           |              |  |  |             |             |
|  | [3] SO Avignon                | A.S. Carcassonne     | 5 mai 2012        | 5 mai 2012 | 26           | 36           |  |  |             |             |
|  | [3] SO Avignon                | [3] S.O. Avignon     | 30                |            |              | 36           |  |  |             |             |
|  | [6] Saint-Estève XIII catalan | [3] S.O. Avignon     | 30                | 12         |              |              |  |  |             |             |
|  | [6] Saint-Estève XIII catalan | [2] A.S. Carcassonne | 31                | 12         |              |              |  |  |             |             |
|  |                               | [2] A.S. Carcassonne | 31                |            |              |              |  |  |             |             |

### Finale
(mt : 12 - 10)
Points marqués :
- Carcassonne : 4 essais de Mazard (32e), Sadrau (36e), Romaric Bemba (53e et 64e) ; 4 transformations de Guiraud (32e, 36e, 53e et 64e) ; 1 pénalité de Guiraud (46e).
- Pia : 4 essais de Grésèque (2e et 40e), Vaeau (67e), Mayans (70e) ; 2 transformations de Grésèque (2e, 67e)

Évolution du score : 0-6, 6-6, 12-6, 12-10 (m.t.), 14-10, 20-10, 26-10, 26-16, 26-20
Arbitre : M. Mohamed Drizza
Spectateurs : 8 980
Composition des équipes :
- Carcassonne : Jérémy Guiraud - Grégory Mazard, Stuart Reardon, Thomas Barrau, Nicolas Expert - Russell Aitken, Eamon Hillen - Romaric Bemba, Jonathan Soum, Tyronne Pau, Teddy Sadaoui, Florent Rouanet, Luke Swain - François Jovani, Upu Poching, Oséa Sadrau, Amar Sabri - Entraîneur : Jean-François Albert-Vincent Banet
- Pia : Shad Royston - Anthony Carrère, Mathieu Mayans, Steve Naughton, Clément Soubeyras - Maxime Grésèque (c), Scott Porter - Ben Vaeau, Christophe Moly, Broderick Wright, Dustin Cooper, Mark Cantoni, Anthony Léger - Arty Shead, Unaloto Lamelangi, John Boudebza, Thomas Ambert - Entraîneur : Benoît Albert-Patrick Albérola

## Effectifs des équipes présentes
| Carcassonne | Russell Aitken Thomas Barrau Romaric Bemba Benjamin Delpech Nicolas Expert Romain Gagliazzo Jérémy Guiraud Eamon Hillen François Jovani Grégory Mazard Tyronne Pau Upu Poching Stuart Reardon Florent Rouanet Amar Sabri Teddy Sadaoui Oséa Sadrau Jonathan Soum Luke Swain Entraîneur : Jean-François Albert Vincent Banet | Pia                       | Thomas Ambert John Boudebza Mark Cantoni Anthony Carrère Dustin Cooper Maxime Grésèque (c) Unaloto Lamelangi Anthony Léger Mathieu Mayans Christophe Moly Steve Naughton Scott Porter Shad Royston Arty Shead Clément Soubeyras Ben Vaeau Broderick Wright Entraîneur : Benoît Albert Patrick Albérola |
| Avignon     | Cyril Armani Olivier Arnaud Joris Bissière Guillaume Bonnet Joris Cagnac Régis Chave Joris Clément Clément Durandal Michel Escapa Brett Kelly Younès Khattabi Viliami Mataka Darren Nicholls Romain Pourret Saïd Tamghart Kieran Whalley Aaron Wood Entraîneur : Renaud Guigue                                              | Lézignan                  | Andrew Bentley Kane Bentley Christophe Calegari Charly Clottes Tony Duggan Mathieu Griffi Phillip Leuluai Sébastien Martins Jye Mullane Nicolas Munoz Pierre Nègre Nicolas Piquemal Fabien Poggi Florian Quintilla Franck Rovira Yohan Tisseyre Nathan Wynn Entraîneur : Aurélien Cologni              |
| Toulouse    | Shane Blackett Damien Couturier Nicolas Delgal Luke Fahy Jérôme Gout Kevin Larroyer Antoine Réveillon Johnathon Ford Adam Innes Mourad Kriouache Bruno Ormeno Sébastien Planas Nathan Ross Eloni Vunakece Gregory White Guy Williams Entraîneur : Gilles Dumas                                                              | Saint-Estève XIII Catalan | Thibault Ancely Jean-Philippe Baile William Barthau Morgan Escaré Tony Gigot Jérémy Grau David Guasch Mohamed Jamil Julien Laffite Anthony Maria Tristant Margalet Rémi Marginet Romain Mencarini Amine Miloudi Mathias Pala Sébastien Payan Jordan Salgues Entraîneur :                               |